# Cheerleader Melissa
Melissa Marie Anderson (Los Angeles, 17 agosto 1982) è una wrestler statunitense, meglio conosciuta per il suo ring name di Cheerleader Melissa.
È conosciuta anche per il suo periodo nella Total Nonstop Action Wrestling dove ha lavorato come Alissa Flash e Raisha Saeed

## Infanzia
Il padre di Melissa, Doug, era un wrestler professionista dei primi anni '80. Crescendo è diventata una fan del lavoro del padre e inoltre ha mostrato la sua attitudine per gli sport come il calcio ed entrando nel team di atletica e di wrestling al liceo Palmdale come una delle solo quattro ragazze. Quando aveva solo 15 anni era già coinvolta nel wrestling business, viaggiando a San Bernardino frequentemente per allenarsi e lavorare per la scuola di wrestling di Billy Anderson, l'ex compagno di coppia di suo padre, facendosi coinvolgere anche nella gestione di cose e in poco tempo ha fatto il suo debutto davanti al pubblico. Nonostante viaggiasse così giovane la Anderson ha continuato a studiare e ha ottenuto il diploma superiore soprattutto grazie all'aiuto di e-mail per i professori; inoltre lei dà anche credito ad internet per averla aiutata a diventare famosa quando ancora lottava davanti ad un piccolo pubblico.

## Carriera nel wrestling professionista

### Allenamento
Mentre si allenava alla scuola di Billy Anderson, ha incontrato i Ballard Brothers (Shannon e Shane) che utilizzavano la gimmick di giocatori di hockey, un po' come i gemelli Hanson dal film Slap Shot. Cercavano una valletta e a causa della loro gimmick sportiva Anderson ha preso il ruolo di heel e la gimmick di cheerleader nonostante non avessero un ruolo nell'hockey sul ghiaccio. Hanno fatto un tour lungo la costa occidentale, per lo più apparendo per la All Pro Wrestling (APW) dove lei interferiva nel match, di solito usando manovre aeree. Come Cheerleader Melissa ha anche ricevuto un allenamento da Christopher Daniels per un breve periodo, prima di spostarsi nella APW dove ha iniziato ad allenarsi sotto la tutela di Robert Thompson e "American Dragon" Bryan Danielson. Dopo aver accumulato esperienza a bordo ring Cheerleader Melissa ha eventualmente avuto il suo primo vero match il giorno del suo diciassettesimo compleanno contro Lexie Fyfe in un match perso ad uno sho wall'aperto. Nel 2001 è entrata nella Ultima Pro Wrestling e ha perso un tag team match con Looney Lane che ha portato ad un feud tra i due. La prima sconfitta nel tag team match sarebbe stata la sua unica con la compagnia avendo poi vinto un grudge match tra i due seguito poi da una serie di vittorie in mixed tag team matches, prima con Shannon Ballard e poi con entrambi i Ballard Brothers, sconfiggendo Lane e Frankie Kazarian in mixed tag team match e anche Nova nell'ultimo six-person intergender tag team match. L'anno successivo, nell'estate del 2002, la Anderson è stata personalmente invitata a lottare e ad allenarsi per tre mesi in Giappone per la promotion ARSION. È stata selezionata insieme a Taylor Matheny che ha recentemente avuto una maggiore esposizione nella WWEcon il programma Tough Enough. Tra i suoi allenamenti rigorosi ha anche lottato alcuni match che lei ritiene essere alcuni dei suoi preferiti, in particolare il match finito in pareggio con Rie Tamada per un limite di tempo di 15 minuti o quello dove ha perso contro Mariko Yoshida. Inoltre, come regalo per il suo ventesimo compleanno, le è stato permesso di fare coppia con una veterana del pro wrestlin femminile Lioness Asuka.

### ChickFight

#### Tornei (2004-2007)
Dopo che la Anderson è tornata dal Giappone, è diventata una wrestler a tempo pieno. Dopo aver terminato il suo Feud pre-viaggio contro Nikki, ha continuato a lottare per la APW vincendo il titolo "Oltre la legge" sconfiggendo Robert Thompson nel luglio 2004. Durante il suo regno è stato rinominato il Future Legends Title, il titolo che ha perso contro Daizee Haze l'anno seguente prima di rivincerlo e poi ritirare la cintura. Nell'ottobre la APW si è messa in affari creano un nuovo torneo tutto al femminile, il ChickFight (CF). Nel loro primo evento, che ha avuto luogo sotto la bandiera della APW per il weekend del loro show Halloween Hell, Melissa ha superato i primi due round solo per essere poi sconfitta in uno steel cage match nelle finali da Princess Sugey.
È diventata poi un pilastro del ChickFight, apparendo per i primi dieci eventi più importanti, saltando l'undicesimo a causa di un infortunio avuto meno di una settimana prima dell'evento. È riuscita ad arrivare in finale nei primi due tornei ma è uscita nel primo roound nella terza edizione dopo una doppia squalifica durante un match con la ex rivale Nikki, ora sotto il suo nome più famoso di Sara Del Rey. Melissa ha vinto il ChickFight, scoonfiggendo Jazz in finale, e ha anche vinto il ChickFight VII: The UK vs The USA quando si è spostato dagli Stati Uniti al Regno Unito schienando "The Jezebel Eden Black nell'ultimo match. Tuttavia ha avuto maggiore attenzione il finale controverso del suo primo match che ha visto Sweet Saray incastrarsi con la testa nelle corde e Melissa continuare l'assalto nonostante fosse trattenuta, fino a quando gli arbitri hanno messo fine al match e hanno portato in barella Saraya via dal ring. Mentre la Anderson celebrava la sua vittoria del torneo Sweet Saraya è riapparsa e l'ha sfidata. Il feud è stato tagliato durante una rissa pre-match per la Real Quality Wrestling (RQW) a giugno che ha visto le due risseggiare sia dentro che fuori dall'edificio ed è finito con Melissa che ha vinto dopo che Saraya è stata spinta su un tubo d'alluminio già utilizzato in precedente, perforandole il legamento e lasciandola in ospedale. È stata costretta a saltare il ChickFight IX: Our Final Chance il giorno dopo e non ha lottato per sei mesi.

#### Feud con Wesna (2007-2009)
Nel frattempo la Anderson aveva cominciato un nuovo feud. Non ha partecipato al torneo ChickFight VIII ma invece ha avuto un rematch contro Eden Black per un nuovo titolo creato, il Transatlantic Women's Championship, che ha vinto lei. Più tardi nello show ha difeso con successo il titolo contro la wrestler Croata Wesna Busic. Le due si erano incontrati anni prima quando la sua celebrità su internet l'ha vista invitata alla German Stampede Wrestling per fronteggia Wensa in un match perso ad International Impact I. Dopo aver difeso il suo Transatlantic Championship al ChickFight VII, il loro incontro successivo al CF ha visto Wesna difendere il suo RQW Women's Title lottato sotto le regole del ChickFight (no disqualification e falls count anywhere) che ha visto le due finire in un pareggio per Time Limit di 45 minuti. Questo ha lasciato le due sull'1-1 e quindi il match decisivo doveva tenersi al ChickFight ma è finito con una controversia quando Wesna ha dichiarato che il suo battere la mano sul tappeto era un vano tentativo di raggiungere le corde per un rope break e non un segno di arresa; il loro rematch più tardi quella sera ha visto Wesna ottenere la vittoria lasciandole in parità ancora una volta sul 2-2. Al CF IX doveva esserci originariamente un two out of three falls match per stabilire la vincitrice decisiva fino a quando la Anderson non ha dato forfait per un infortunio.
Il loro feud è stato ripreso l'anno successivo dalla SHIMMER nel Volume 23 nel maggio 2009. La compagnia ha anticipato il match con un video recap che mostrava i loro match in Europa e ha annunciato che la vincitrice avrebbe affrontato la SHIMMER Champion ad un evento futuro. Verso la fine dell'incontro Annie Social si è presentata a bordo ring distraendo Melissa e dando la possibilità a Wesna di usare il suo CB4 Driver per ottenere la vittoria. Wesna ha perso il suo title match nel Volume 25 e a causa della controversia del suo match con Melissa la Anderson ha lottato con Wesna di nuovo nel Volume 26 in un Knockout/Submission Match dove la Anderson ha ottenuto la vittoria, facendole arrivare nuovamente in parità.

### Shimmer Women Athletes (2005-presente)

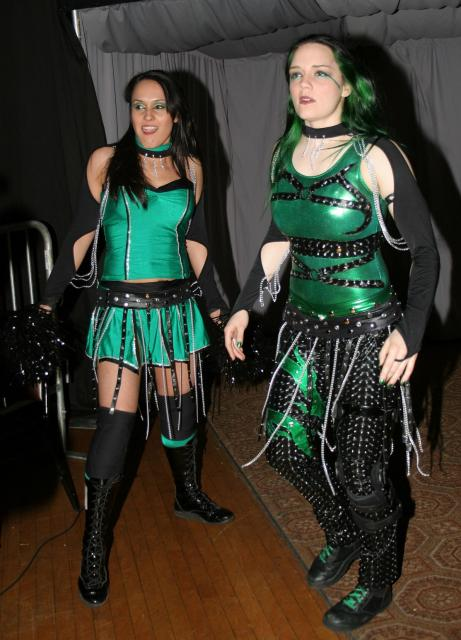
Melissa e MsChif hanno avuto un lungo feud diventando alla fine un tag team.

Dopo il successo del ChickFight Dave Prazak e Allison Danger hanno fondato la SHIMMER, una promotion che fa coppia con Ring of Honorcon l'intento di dare credibilità al wrestling femminile su scala internazionale. Il suo primo match con la promotion è stato il 6 novembre 2005, nel Volume 1 in un match perso contro MsChif, cominciando un selvaggio feud tra le due. La sconfitta ha visto la Anderson richiedere uno speciale rematch, il primo SHIMMER Hardcore Match lottato sotto le regole del Falls Count ANywhere e ha aiutato la Anderson ad ottenere la vittoria dopo quasi trenta minuti di wrestling il 12 febbraio 2006 nel Volume 4. MsChi ha avuto la sua vendetta nel Volume 5 distraendo la Anderson durante un match con Allison Danger, causandogli una sconfitta. Naturalmente la rivalità non è stata abbandonata e il loro match successivo, main event del Volume 6, che ha avuto luogo il 21 maggio, è stato dichiarato un Last Woman Standing Match che ha visto eventualmente MsChif ottenere la vittoria. Diverse interferenze hanno portato ad una svolta interessante nel Volume 7 quando la Anderson si è presentata durante un match di MsChif contro Rain. Tuttavia, prima che potesse interferire, la compagna di Rain, Lacey, la spinta a terra mentre provava a distrarre l'arbitro per permettere a Rain di usare un'arma illegale; una furiosa Melissa si è rialzata e ha lottato con Lacey in tempo per permettere all'arbitro di vedere l'oggetto esterno nel quadrato e dichiarare MsChif la vincitrice per squalifica. Dopo che Melissa aveva vinto il suo main event match Lacey e Rain (Le Minnesota Home Wrecking Crew) hanno iniziata a pestarla fino a quando MsChif si è presentata salvando la sua nemesi lasciandola poi celebrare la vittoria. Le Minnesota Home Wrecking Crew hanno accusato la Anderson di essersi fatta coinvolgere nei loro piano contro MsChif e allo stesso modo hanno accusato MsChif per essersi messi sulla loro strada nel distruggere Melissa e, dopo essersi dichiarate il miglior tag team del mondo, hanno chiesto un match con loro due per il Volume 8 che è stato il penultimo match della serata. L'esperienza delle Home Wrecking Crew ha vinto su MsChif e Melissa quando una manovra di coppia ha costretto MsChif ad essere schienata; dopo il match Melissa e MsChif si sono strette la mano in segno di rispetto. Le due subito hanno mostrato che sapevano lottare come un team quando hanno addirittura battuto le veterane dell'Experience, Lexie Fyfe e Malia Hosaka, con MsChif che ha schienato Malia.
Dopo diversi single match le due hanno fatto nuovamente coppia insieme quando sono state nel Main Event del Volume 17 il 26 aprile 2008 lottando con un'altra acerrima rivale di Melissa sotto forma di Sara Del Rey, con la sua compagna di coppia Allison Danger nelle Dangerous Angels. Questa volta è stata Melissa a portare a casa la vittoria, con un Air Raid Crash su Allison Danger. Nonostante il loro successo questo tag team non ha lottato durante il Gauntlet Match per gli Shimmer Tag Team Championship del Volume 21, ma si sono riunite quando MsChif è stata adocchiata da entrambe Amazing Kong e Sara Del Rey per il suo SHIMMER Championship. Con entrambe le Wrestlers che volevano una title shot i due tag teams erano stati bookati per un match con in palio il #1 Contender status agli SHIMMER Tag Team Titles nel Volume 24 il 2 maggio 2009, che Melissa e MsChif hanno perso. Dopo questa sconfitta la Anderson ha avuto una winning streak di 4 match inclusa una vittoria di vendetta su Wesna Busic. Il 10 aprile 2010, ai tapings del Volume 29 la Anderson e MsChif hanno ricevuto una shot agli SHIMMER Tag Team Championship ma sono state sconfitte dalle campionesse in carica Nicole Matthews e Portia Perez. Le due sconfitte di seguito da parte di Melissa e MsChif hanno portato la prima a sciogliere il team con MsChif in ordine di focalizzarsi sulla sua carriera da singolo. Nel Volume 30, registrato lo stesso giorno, la Anderson è stata sconfitta da Madison Eagles in un match dove la vincitrice avrebbe ricevuto una shot allo SHIMMER Championship. Il giorno successivo Melissa ha sconfitto Misaki Ohata nel Volume 31 e Ayako Hamada nel Main Event del Volume 32 domandando poi un title match alla nuova SHIMMER Champion Madison Eagles.
Nel Volume 33, filmato l'11 settembre 2010, Cheerleader Melissa ha avuto la sua prima title shot allo SHIMMER Championship nel Main Event perdendo contro la campionessa femminile Madison Eagles in modo pulito dopo il suo Hell Bound. Dopo il suo fallito tentativo di conquista dello SHIMMER Championship Cheerleader Melissa si è rifatta nel Volume 34 ottenendo una vittoria su Tomoka Nakagawa per schienamento dopo il suo Kudo Driver. Nel pre-main event del Volume 35 Cheerleader Melissa si è confrontata con la star del joshi giapponese Ayumi Kurihara ma non è riuscita a portarsi a casa la vittoria, perdendo dopo un Backslide Pin.

### nCw Femmes Fatales (2009-presente)
Cheerleader Melissa ha fatto il suo debutto per la nCw Femmes Fatales nel Main Event del primo show dove ha lottato e perso contro LuFisto dopo aver subito un devastante Burning Hammer. Le due si sono poi strette la mano e scambiate un abbraccio in segno di rispetto. Nel secondo show doveva inizialmente lottare con Cat Power ma a causa della vittoria di Kalamity in un Fatal 4 Way che aveva avuto luogo nel primo show ha dovuto lottare con la wrestler originaria di Montréal nel Main Event. Durante il match è stata però attaccata da Cat Power e salvata in tempo da LuFisto. Il Main Booker della NCW Femmes Fatales ha così subito deciso di trasformare il single match in un tag team Main Event Match. LuFisto e Cheerleader Melissa hanno così ottenuto la vittoria dopo un Air Raid Crash di Melissa su Kalamity. Nel terzo volume, a causa dei suoi prestigiosi titoli ottenuti in carriera, è stata inserita nel torneo per decretare la prima ncw Femmes Fatales Champion. Ha così sconfitto nel primo Round Nicole Matthews, assicurandosi un posto nelle semi-finali. Il 23 ottobre 2010 ha lottato e perso contro Portia Perez nelle semi-finali perdendo così la possibilità di diventare la prima campionessa femminile della nCw Femmes Fatales, titolo eventualmente vinto da LuFisto nel Main Event.

### Total Nonstop Action Wrestling

#### Raisha Saeed (2008-2009)

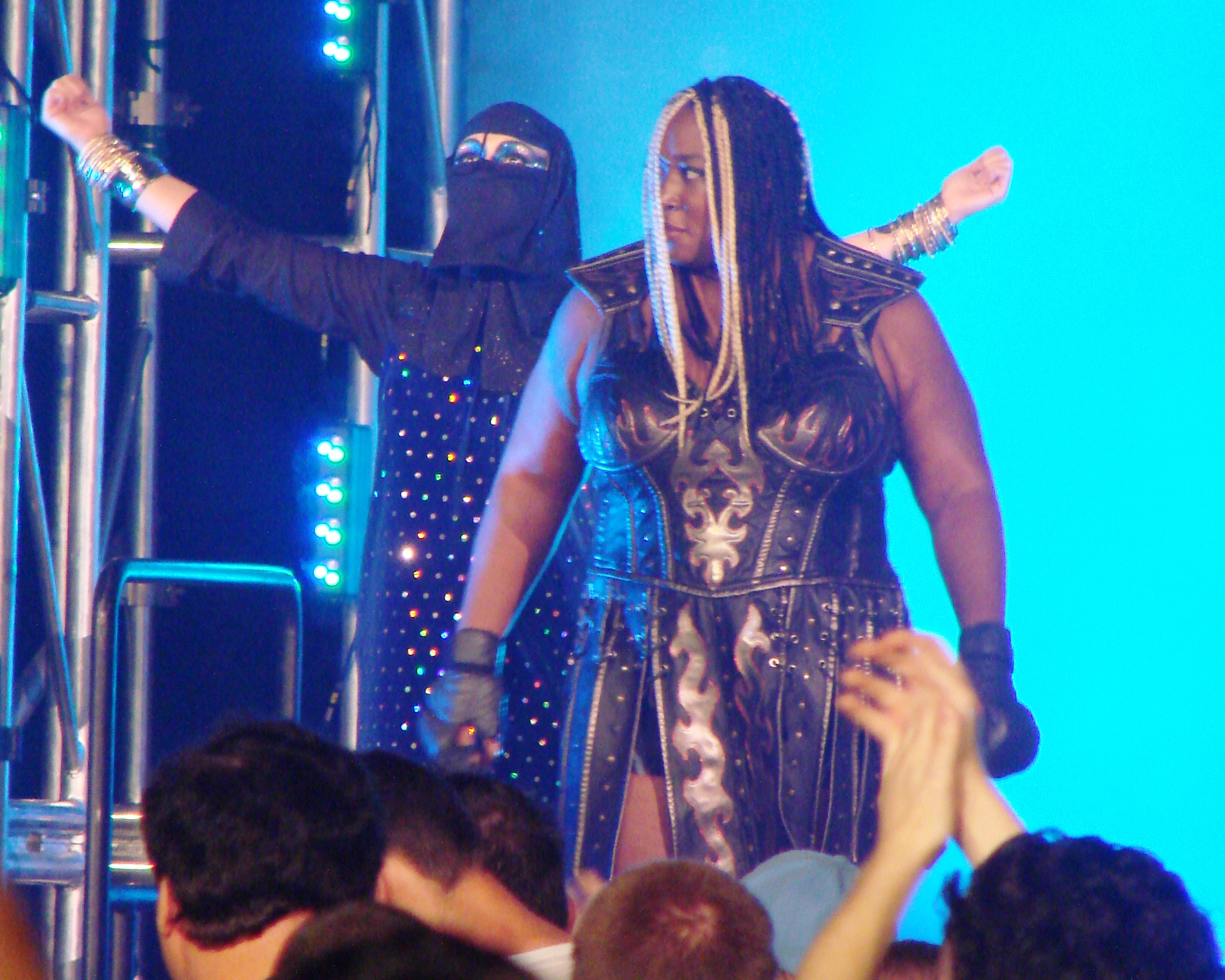
Cheerleader Melissa come Raisha Saeed (sinistra) con Amazing Kong(destra)

Nell'edizione del 10 gennaio di TNA Impact! la Anderson ha fatto il suo debutto per la Total Nonstop Action Wrestling (TNA) come una donna sconosciuta vestendo un burqua, più tardi nominata Raisha Saeed e annunciata dalla Siria. Era nell'angolo di Awesome Kong quando la Kong ha sconfitto Gail Kim per diventare TNA Knockout Championship La sua prima apparizione in Pay-Per-View con la compagnia era ancora una volta nell'angolo della Kong ad Against All Odds, distraendo l'avversaria di Awesome Kong, ODB aiutandola a difendere il titolo. La situazione tra la Kim e ODB si è intensificata, portando alla prima apparizione come lottatrice per Melissa in TNA. Al PPV TNA con tutti i match steel cage, Lockdown, lei e la Kong hanno lottato contro Gail e ODB in un Tag Team Match dove Melissa è stata schienata da ODB. Il 3 luglio 2008, nell'edizione di Impact!, Saeed ha perso un match contro la newcomer Taylor Wilde che ha visto la Wilde diventare la number one contender al Knockout Title nonostante l'interferenza esterna della Kong.
A settembre il suo attire è iniziato a diventare un punto focale negli angles televisivi visto che Raisha è diventata una wrestler più regolare. Il 4 settembre ODB l'ha schienata e l'ha trascinata nel backstage, ritornando poi sul ring con il burqa. La Kong ha colpito ODB alle spalle mentre Saeed è tornata per reclamare il suo attire, con la faccia mascherata dai capelli in quell'occasione. Più tardi quel mese Roxxi ha usato il burqa per traverstirsi da Raisha mentre la Kong stava lottando con la newcomer Mercedes Steele. Dopo il match Roxxi si è spogliata del traverstimento e ha attaccato la Kong con una sedia d'acciaio, mentre Raisha è apparsa sulla rampa di ingresso legata (implicando che era stata rapita da Roxxi prima del match). La Kong ha avuto la sua vendetta schienando Roxxi in un tag team che ha visto anche coinvolte la Saeed e la Wilde, rispettivamente, ma Roxxi ha poi avuto un pin di vendetta su Saeed in un single match la settimana successiva.

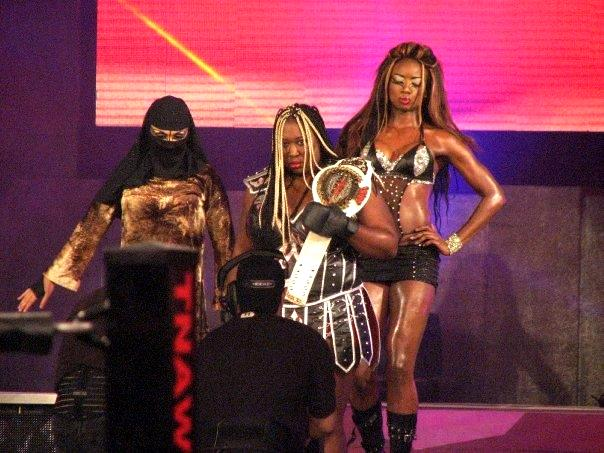
Il Kongtourage.

Kong e Saeed si sono poi alleate con la Knockout Rhaka Khan. Il 6 novembre la Khan ha sostituito Roxxi in un tag team match come compagna di Taylor contro la Kong e la Saeed in un match. Durante il match Rhaka ha turnato su Taylor aiutando Awesome Kong a mettere a segno lo schienamento, ma la sua buona fortuna è stata breve visto che Awesome Kong e Raisha Saeed, con Rhaka nel loro angolo, hanno perso contro Taylor e Roxxi in un Tag Team Match a Turning Point 2008. Raisha ha perso contro Christy Hemme il 27 novembre ad Impact permettendole di sfidare Kong per la cintura a Final Resolution 2008 ma Raisha ha causato una squalifica, dando a Christy la vittoria ma permettendo ad Awesome Kong di mantenere il titolo. Durante il dicembre 2008 Rhaka e Raisha sono state aiutate a supportare ad Awesome Kong dalla nuova arrivata Sojourner Bolt; il gruppo si faceva chiamare il Kongtourage e hanno sfidato ODB, Roxxie e Christy Hemme in uno street fight perso il 15 gennaio. Christy doveva avere un rematch a Genesis tuttavia ha sofferto un infortunio prima del match e il Kongtourage è stato messo in un Six-Knockout Tag Team Match con la vincitrice che avrebbe avuto una title shot al titolo di Awesome Kong e ad ottenere la vittoria è stata ODB, ottenendo la possibilità al titolo in futuro. Il Kongtourage ha finalmente ottenuto una vittoria su ODB in un Handicap Match 4 contro 1 il 29 gennaio. Il Kongtourage rapidamente è finito in disgrazia quando Bolt è diventata #1 Contender in una Battle Royal nei primi di febbraio, e successivamente Khan ha espresso il suo scontento con il gruppo portando ad un Tag Team Match con Khan e Bolt, che erano quindi diventate face, che hanno ottenuto la vittoria. I tentativi di Raisha di interferire nel match per il Knockouts Championship a Destination X sono stati un fiasco, tuttavia la Kong è riuscita comunque a mantenere il titolo.
La Kong ha eventualmente perso il titolo contro Angelina Love a Lockdown 2009. Dopo questa sconfitta e con Kong incapace di riprendersi il titolo, il team di Raisha Saeed e Awesome Kong è entrato nel torneo per decidere le inaugurali TNA Knockouts Tag Team Champions. Nel primo round hanno battuto il team della Main Event Mafia (Sharmell e Traci Brooks). Raisha ottenne lo schienamento su Traci, entrando dopo che Awesome Kong avesse fatto la maggior parte del lavoro causando un innervosimento alla Kong. Sono state meno fortunate nel round successivo, perdendo contro le eventuali vincitrici, Taylor Wilde e Sarita. Dopo essere inavvertitamente costata a Kong il Knockout Title a Bound For Glory, le due si scono scontrate nell'edizione di Impact del 22 ottobre con Saeed riconosciuta come ex manager di Awesome Kong. La Kong ha vinto il match e ha poi eseguito un Awesome Bomb su Raisha sullo stage.

#### Alissa Flash (2009)
Nell'edizione di Impact! del 1º maggio 2008 Melissa è apparsa nella sua tipica gimmick di Cheerleader Melissa e ha sconfitto Daisy Haze in un single match che era stato annunciato come un "try-out" per entrambe le donne. Comunque è riapparsa come Raisha Saeed più tardi quella sera. Nell'edizione di Impact! del 26 maggio 2009 la Anderson ha lottato come "Future Legend" Melissa Anderson in un dark match dove è stata sconfitta da Awesome Kong. Il suo ritorno in televisione si ha avuto nell'edizione di Impact! del 16 luglio 2009 quando ha lottato sotto il nome rivisitato di "Future Legend" Alissa Flash, perdendo contro la debuttante Sarita e attaccandola successivamente. La losing streak di Alissa è continuata nel primo turno del torneo per i Knockout Tag Team Championship dove lei e Daffney hanno perso contro Sarita e Taylor Wilde. Come Alissa Flash, Melissa aveva un nuovo vestito che includeva una striscia di trucco sugli occhi in tributo a Sherri Martel.
Lei ha ottenuto la sua prima vittoria nell'edizione di Impact! del 17 settembre sconfiggendo Cody Deaner in un intergend Lumberjack match. La vittoria, tuttavia, era estremamente dovuta ad interferenza da parte di tutte le altre Knockouts che erano lumberjacks. Frustrata dalla sua mancanza di vittorie, Alissa ha interrotto un'intervista alla newcomer Hamada mostrando la sua frustrazione per la mancanza di attenzioni ricevute all'arrivo in federazione rispetto a quelle di Hamada, spingendola giù dagli spalti dell'arena vuota. Le due si sono incontrate settimane dopo, nell'edizione di Impact! dell'8 ottobre in un 8-Knockout elimination tag team match quando entrambe erano membri legali nel quadrato e hanno lottato giù dal quadrato quando non sono state entrambe contate fuori ed eliminate. La settimana successiva, a Super Impact! le due si sono incontrate in un Falls Count Anywhere Match che ha visto Alissa perdere dopo aver subito un Moonsault da Hamada sul tavolo. Ha finalmente avuto una vittoria pulita il 12 novembre contro Traci Brooks. Dopo non essere stata più usata dalla compagnia la Anderson ha richiesto il suo rilascio che le è stato garantito il 21 gennaio 2010.
Al PPV One Night Only TNA Knockout Knockdown viene sconfitta da Gail Kim.

### Ring Ka King
Attualmente lotta in Ring Ka King con il nome di Raisha Saeed

### Altre promotions
Nonostante fosse una regular per la APW, ChickFighr, SHIMMER e TNA Melissa ha continuato il suo tour nel circuito indipendente per un numero di differenti promotions. Ha avuto due stins nell'affiliata della National Wrestling Alliance, la Extreme Canadian Championship Wrestling. Nel suo secondo stint, nel settembre 2005, ha avuto un breve feud con Nattie Neidhart, lottando con lei in un single match dove Nattie ha vinto usando lo Sharpshooter dopo alcune interferenze di Belle Lovitz. Arrabbiata per le interferenze, la Anderson ha formato un tag team con Tiffany chiamato "Girls Gone Wrestling" e ha schienato Nattie con un Air Raid Crash. Il giorno successivo ha perso contro la SuperGirls Champion Rebecca Knox in un match titolato a causa di alcune interferenze, questa volta da parte di Scotty Mac. Le Girls Gone Wrestling hanno fatto quindi nuovamente coppia per lottare contro Mac e il suo partner Ladies Choice in un Men vs Women Tag Team Match che Anderson ha vinto con uno schienamento.
Nel 2005 ha inoltre lottato a Givin Em The Bizness per la Independent Wrestling Association Mid-South (IWA: Mid-South) in un six way elimination match per il titolo femminile NWA contro Ariel e poi MsChif, Mickie Knuckles, Sara Del Rey e l'eventuale vincitrice Daizee Haze. Nel marzo 2006 ha lottato diversi match per la Pure Wrestling Association vincendo il loro Elite Women's Title in un match contro 21st Century Fox e ha difeso con successo la cintura contro lei ma perdendola poi sempre contro di lei in un Triple Threat Match che includeva anche Misty Haven.
La Anderson ha partecipato ad un try-out con la WWE con Ivory, Molly Holly, e Jazz. Ha anche avuto un match il 26 maggio 2006, a WWE Heat. Lottando sotto il suo nome di nascita, la Anderson ha perso dopo il Widow's Peak di Victoria a Las Vegas (Nevada).
Il 7 gennaio 2007 la Anderson ha vinto il torneo inaugurale Queen's Cup della Pro Wrestling World-1's. Dopo aver battuto Melissa Stripes nel primo round, ha ricevuto il via libera alle finali lottando contro Allison Danger. Durante una sessione di autografi ha attaccato Allison al punto che era stato detto non potesse lottare, anche se Allison ha lottato con tutto l'infortunio. Vincendo, la Anderson ha avuto un number #1 Contender all'Awa World Women's Title.
Tornata in California, la Anderson ha lottato per la National Wrestling Alliance dal maggio 2008. Dopo la sua prima sconfitta, in un già menzionato match contro MsChif, ha avuto una winning streak sotto le gimmick di entrambe Cheerleader Melissa e Raisha Saeed. Questa striscia include vittorie contro Lacey Von Erich in uno dei suoi primi match, e una doppia vittoria su Christie Ricci, Christina Von Erie and Rain, le ultime due con entrambi i personaggi. Questa lunga serie di vittorie l'hanno portata, sotto la gimmick di Alissa Flash, a lottare contro la luchadora Lady Apache per decretare la prima PWR Women's Champion il 30 gennaio 2010. In un match perso dopo più di 20 mesi, ha perso il titolo.
Con l'idea di creare una forte divisione femminile, la Jersey All Pro Wrestling (JAPW) ha iniziato il 2009 con lo show di gennaio Female Revolution. Sotto la gimmick di Cheerleader Melissa ha sconfitto Nikki Roxx e più tardi è apparsa come Raisha Saeed vincendo un match contro Ariel. È apparsa anche a maggio perdendo un rematch contro Nikki ma restando imbattuta come Raisha Saeed contro Daizee Haze. Doveva avere un altro rematch con Nikki il 16 novembre ma dopo che Nikki ha saltato lo show lei ha sconfitto Hailey Hatred ottenendo un match contro Sara Del Rey per il JAPW Women's Title. La Anderson ha vinto per squalifica quando la Hatred è intervenuta, portando ad un no-disqualification Three Way Match nel gennaio 2010 a Back Where It All Began per il titolo nel quale Melissa è stata schienata dalla Del Rey.
Il 3 luglio la Anderson è apparsa come Alissa Flash per la promotion texana River City Wrestling (RCW). A Declaration of Champions, ha lottato contro l'RCW Champion Joey Spector nel Main Event diventando la prima donna a vincere un titolo maschile nella federazione. Il risultato è stato annullato il 12 luglio dopo che il Commissioner RCW Jeromy Sage ha annunciato che il contratto per il title match era stato stipulato per una lunghezza massima di 15 minuti e il match era durato 15 minuti e 30 secondi.

## Vita privata
L'avversaria preferita da Melissa è Mariko Yoshida (che ha inventato l'Air Raid Crash, mossa finale che anche Melissa usa), Wesna e Tiffany. Ha vinto il contest Attack of the Show!, "MySpaceGirl of the Week" il 6 settembre 2006. È apparsa nello show in persona piuttosto che usare il solito formato webcame e ha anche partecipato ad altri segmenti dello show.

## Nel wrestling
- Finishing moves
  - Air Raid Crash (Over the shoulder back to belly piledriver)[4]
  - Damascus Drop (Elevated Boston crab dropped into a sitout position)[96] –  come Raisha Saeed
  - Fujiwara armbar[74] –  come Alissa Flash
  - Kondo Clutch (Inverted cloverleaf)[4]
  - Kudo Driver (Back to back double underhook piledriver)[4]
  - Leg hook Michinoku driver II[97] –  come Alissa Flash
- Signature moves
  - Backhand chop
  - Bridging evasion
  - Curb Stomp (Standing inverted Indian deathlock surfboard seguito da un head stomp)[97]
  - Missile dropkick[98]
  - Moonsault
  - Diverse varianti del suplex
    - Belly to back
    - Cradle[99]
    - German[6]
    - Northern lights suplex
    - Overhead belly to belly
    - Snap[100]

  - Reverse STO[98]
  - Samoan drop[101]
  - Scoop powerslam
  - Single Minor (Forward Russian legsweep)[102]
- Wrestler di cui è stata valletta
  - The Ballard Brothers (Shane and Shannon)[2]
  - Awesome Kong[2]
  - The Kongtourage (Awesome Kong, Rhaka Khan, e Sojournor Bolt)
- Soprannomi
  - Future Legend[1]
- Musiche d'ingresso
  - "#1 Da Woman" by Tricky (Shimmer / APW / ChickFight)[103]
  - "Firestarter" by The Prodigy (APW / IWA-MS)[104]
  - "Get A Beat" by Dale Oliver (TNA; as Cheerleader Melissa)[105]
  - "Arabic Dancer" by Dale Oliver (TNA; as Raisha Saeed)[106][107]
  - "Empire March" by Dale Oliver (TNA; used while accompanying Awesome Kong)[106]
  - "Take It Out On You" by Goldy Locks (TNA; as Alissa Flash)

## Titoli e riconoscimenti
- All Pro Wrestling
  - APW Future Legend Championship (2)[108]
- Cauliflower Alley Club
  - Future Legend Award (2004)[7]
- ChickFight
  - Transatlantic Women's Championship (1)[17]
  - ChickFight V[11]
  - ChickFight VII[14]
- Pure Wrestling Association
  - PWA Elite Women's Championship (1)[78]
- Pro Wrestling Illustrated
  - PWI ranked her #12 of the best 50 female single wrestler in the PWI Female Top 50 in 2009[109]
- Pro Wrestling World-1
  - Queen's Cup (2007)[80]
- SHIMMER
  - SHIMMER Championship (2)